# Texas Lightning
Texas Lightning è un gruppo musicale vocale e strumentale di Amburgo, in Germania, che esegue in lingua inglese canzoni di genere country classico e vecchia maniera.
Molti loro brani - eseguiti con autoironico humour - pescano nel repertorio di noti artisti folk come Patsy Cline, Loretta Lynn, Johnny Cash e Tammy Wynette, e star del pop quali ABBA, Nancy Sinatra, Linda Ronstadt, Madonna, Michael Jackson e The Beatles.

## La formazione
I componenti del gruppo sono:

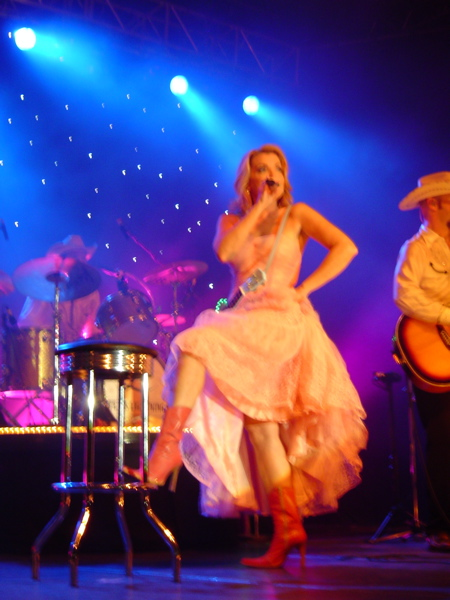
La cantante del gruppo Jane Comerford ripresa in una tipica posa western durante un concerto a Berlino

- Olli Ringofire Dittrich - canto e batteria
- Jon Flemming The Flame Olsen - canto e chitarra
- Markus Fastfinger Schmidt - chitarra elettrica, chitarra acustica e banjo
- Uwe Friendly Frenzel - canto e contrabbasso, doublebass
- Jane Comerford - australiana di nascita, canto e ukulele

La prima esibizione del gruppo si è avuta il 23 dicembre 2000 al music club "Knust" di Amburgo. Il gruppo, inizialmente, aveva il nome di Texas Lightning & The Rodeo Rockets poi ridotto semplicemente a Texas Lightning. Dal suo debutto la formazione ha subito numerosi rimaneggiamenti. Primi componenti del gruppo sono stati Chris Walther, Little Mick Schulz, Miss Susu Belle, Stefan Hansch, Larry Kils.
In virtù del loro nome e del repertorio eseguito, che si rifà esplicitamente alle tradizioni musicali e culturali degli Stati Uniti, i componenti dei Texas Lightning hanno ricevuto nel giugno 2006 la cittadinanza onoraria dello stato del Texas.

## Eurovision Song Contest
Il 9 marzo 2006 i Texas Lightning si sono aggiudicati la selezione tedesca per l'Eurovision Song Contest 2006, rappresentando la Germania alla finale del concorso tenutasi ad Atene, Grecia, il 20 maggio 2006.
Il brano da loro presentato, No No Never, scritto e musicato dalla cantante del gruppo Jane Comerford, nonostante un pronostico maggiormente favorevole si è piazzato quindicesimo ricevendo 36 punti a favore, ma è valso soprattutto loro il merito di essere stata la prima country band a partecipare all'Eurofestival.
No no Never è stato pubblicato come singolo in Germania, Austria e Svizzera, raggiungendo il primo posto nella classifica tedesca "Media Control", il quarto posto nelle vendite in Austria ed il sesto in quelle della Svizzera.

## Discografia

### Album
- 2006 Meanwhile, Back at The Ranch (disco d'oro)
- 2009 Western Bound

### Singoli
- 2005 Like a Virgin
- 2006 No No Never (disco di platino)
- 2006 I Promise
- 2009 Seven Ways to Heaven